# 若い男の肖像 (ラファエロ、ブダペスト国立西洋美術館)

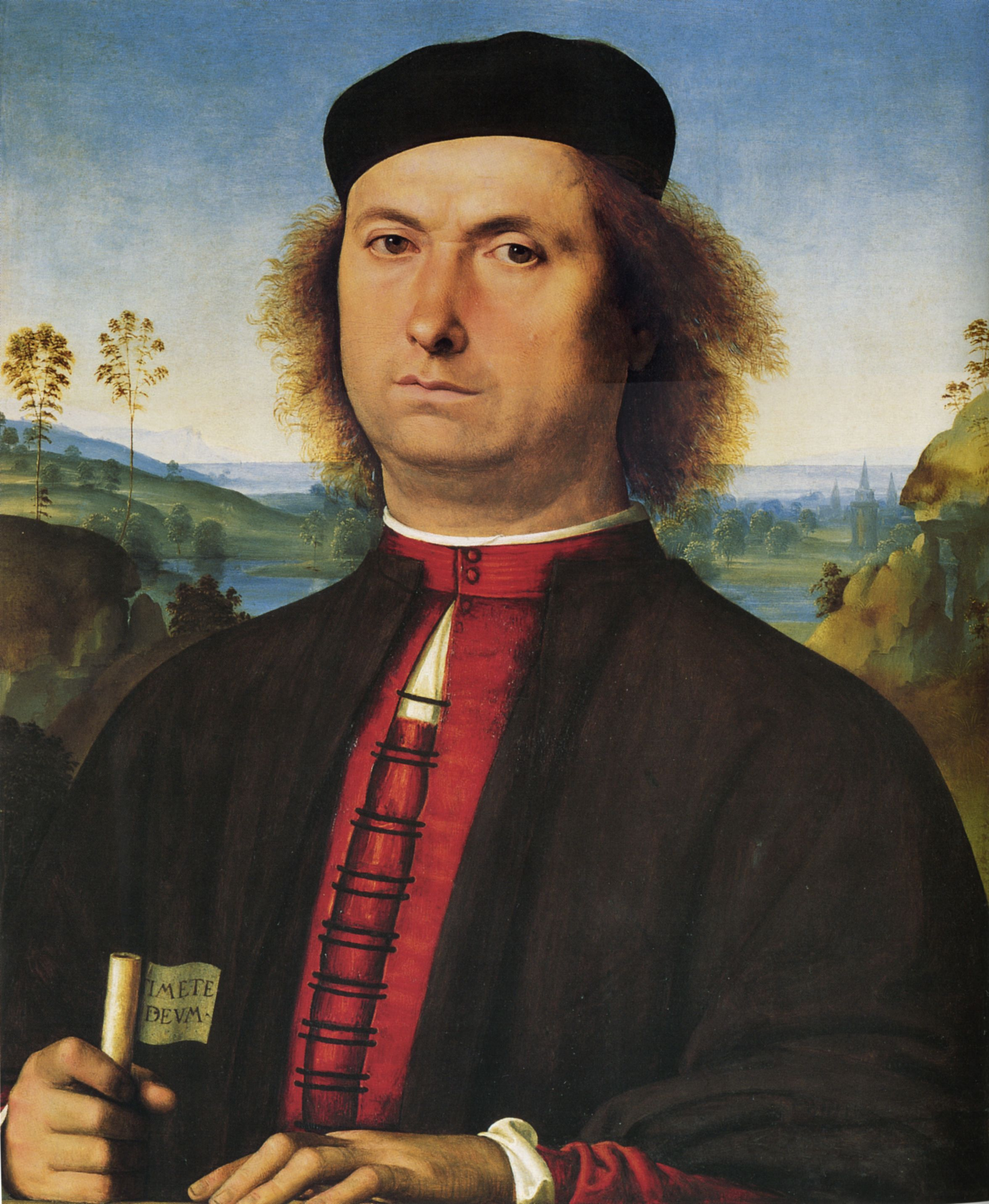
ペルジーノの1494年の肖像画『フランチェスコ・デッレ・オペレの肖像』。ウフィツィ美術館所蔵。

『若い男の肖像』（伊: Ritratto di giovane, 英: Portrait of a Young Man）は、イタリアの盛期ルネサンスの巨匠ラファエロ・サンツィオが1503年から1504年に制作した肖像画である。油彩。師であるペルジーノの影響が明らかな初期の作品。モデルについては諸説があり、ヴェネツィア出身の詩人で人文主義者のピエトロ・ベンボとする説がよく知られているが確証はない。かつてはハンガリーの貴族であるエステルハージ家のコレクションに属しており、現在は同じくラファエロの『エステルハージの聖母』（Esterházy Madonna）とともに、ハンガリーのブダペスト国立西洋美術館に所蔵されている。

## 作品
赤い帽子を被り衣服をまとった長髪の男性が四分の三正面像で描かれている。男性は穏やかな表情で微笑みながら鑑賞者の側を見つめている。欄干の上に両手を置いているが、右手に紙片のようなものを握っている。男性の左腕の肘は欄干で隠れて見えない。背後には湖と水辺に通じる道のある穏やかな風景が広がり、その多くを青空が占めている。
ペルジーノの影響は明らかであり、胸像の形式や、鑑賞者と絵画空間を結びつけながら分離させている欄干、建築要素に置かれた手のモチーフ、背景の風景の構造、構図の均整などの多くを負っている。特にウフィツィ美術館のペルジーノの『フランチェスコ・デッレ・オペレの肖像』（Ritratto di Francesco delle Opere）を参照していることが指摘されているが、左腕全体を描き、衣服のひだを重ねることで奥行きを表現するペルジーノの手法は本作品では採られていない。
帰属については1844年に美術史家ルイ・ヴィアルドがはじめてラファエロに帰属して以来、ラファエロへの帰属はほとんど疑われていない。
制作年代についてはフィレンツェに移る直前の1503年から1504年頃とされる。ただしフィレンツェ時代の初期の作品と見なす研究者も若干いる。孤立した見解としては1508年頃とするコンラッド・オーベルフーバーの説がある。制作年代を1503年から1504年頃とする根拠としては、本作品にラファエロがフィレンツェで習得する解剖学的知識に基づく正確な描写が見られないことが挙げられる。例えば男性の頬は左右で広さが異なって見えるが、そのアンバランスさを長髪で曖昧にしている。さらに長髪で隠れた首は太く長いうえに、背中側の首の線がなだらかであり、肩の解剖学的構造が不明瞭である。これはラファエロの『自画像』などでも見られる独特の表現であり、首と肩を一体的につなげることで身体に量感を与えている。これらの表現はいずれもラファエロが解剖学的正確さよりも絵画的効果を優先したことを意味している。
バランスよく配置された人物の赤や風景の青といった色彩は若いラファエロの調和に対する感覚を示している。

## モデル

ティツィアーノの肖像画『ピエトロ・ベンボの肖像』1539年から1540年。ワシントン・ナショナル・ギャラリー所蔵。

描かれた人物については諸説ある。エステルハージ家のコレクションではベルナルディーノ・ルイーニによるラファエロの肖像画とされていた。
ピエトロ・ベンボとする説はルネサンス期のヴェネツィアの美術史家マルカントニオ・ミキエルの言及に基づいている。ミキエルはラファエロが1504年から1506年の間にウルビーノで制作したピエトロ・ベンボの肖像画をパドヴァのベンボの書斎で見たと述べている。しかしベンボは1507年頃に30代半ばであったことを考えると本作品の男性像はそれより若く見える。またヴェネツィア派の巨匠ティツィアーノ・ヴェチェッリオなどもベンボの肖像画を制作しているが、ベンボは特徴的な細長い鼻を持つ男性として描かれており、本作品の男性像はそれらの肖像画の特徴とほとんど一致していない。
その他の候補者として、ラファエロの自画像、師ペルジーノ、青年時代のウルビーノ公フランチェスコ・マリーア1世・デッラ・ローヴェレほか、秘書官、人文主義者、ラファエロの家族あるいは知人などの説が唱えられた。これらの説に加えて、フェラーラ公爵家出身の枢機卿イポリット・デステとする説が有力視されている。

## 来歴
エステルハージ家に所有される以前の来歴は不明である。ただし、本作品の特徴と一致する作品がローマのバルベリーニ家の1633年と1686年の財産目録に記載されており、本作品との関連性が指摘されている。1983年11月、ブダペスト国立西洋美術館からラファエロの2作品『若い男の肖像』と『エステルハージの聖母』を含むイタリア絵画7点が、イタリア人とハンガリー人で構成された窃盗グループによって盗まれる事件が発生した。しかし翌1984年には窃盗犯は全員逮捕され、本作品を含むすべての絵画がギリシャの修道院の庭から回収された。

## ギャラリー
モデルの他の候補を描いた絵画は以下のような作品が知られている。

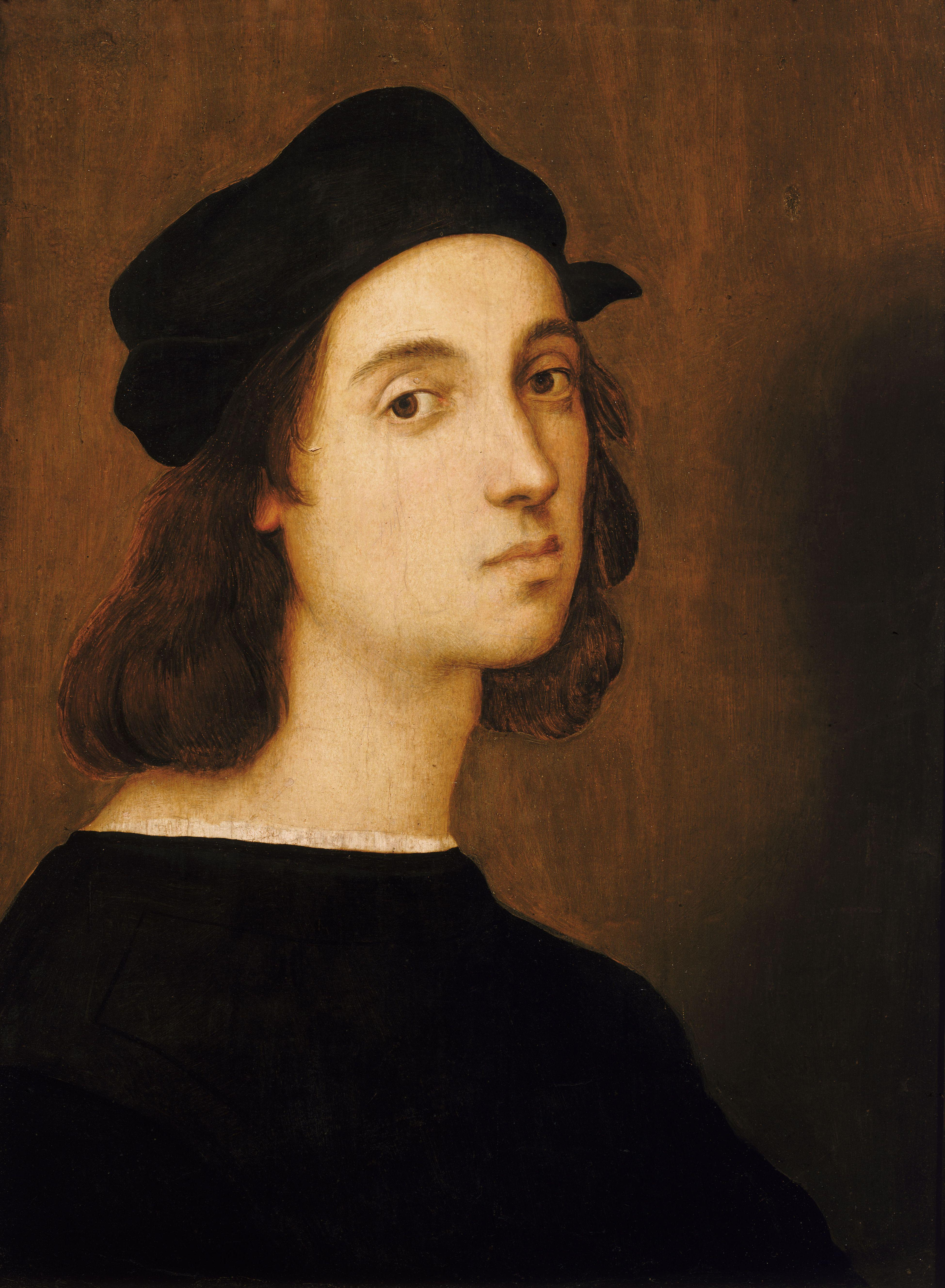
ラファエロ・サンツィオ『自画像』1504年-1506年 ウフィツィ美術館所蔵
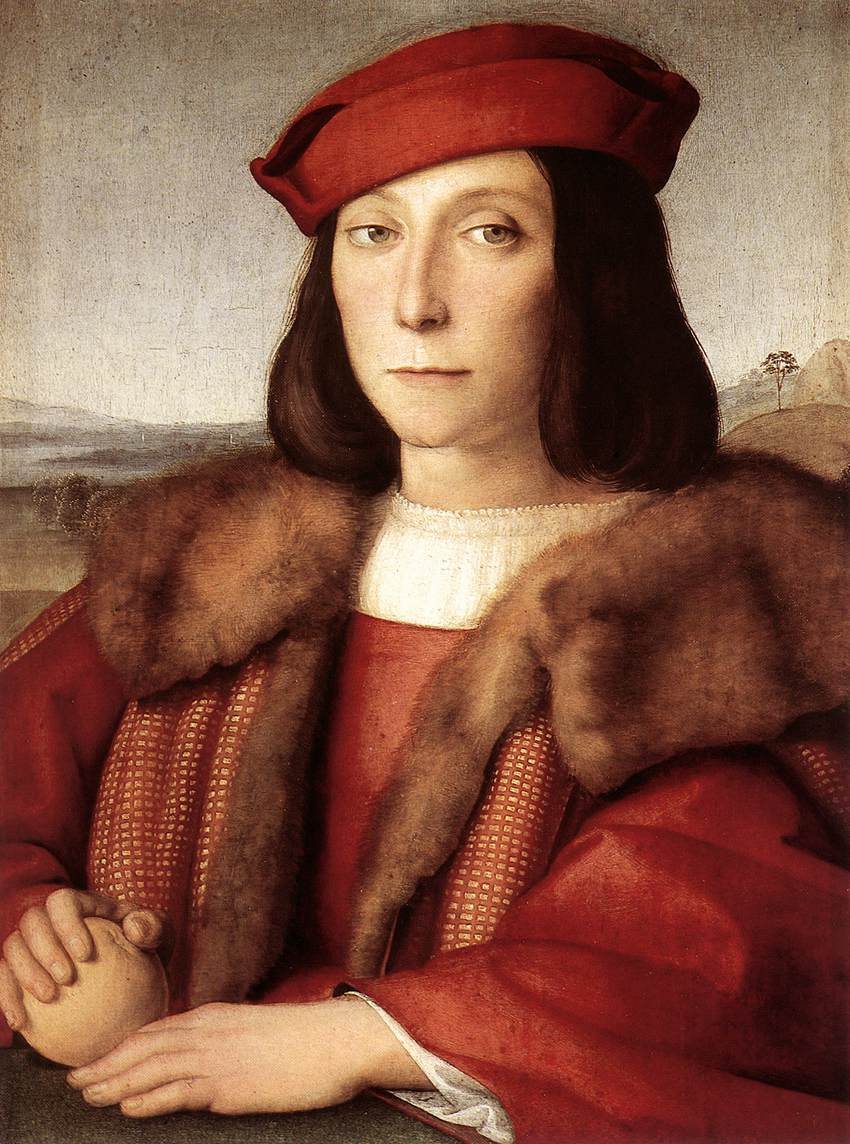
ラファエロ・サンツィオ『リンゴを持つ青年』（フランチェスコ・マリーア1世・デッラ・ローヴェレを描いたとする説が有力）1504年 ウフィツィ美術館ウフィツィ美術館所蔵
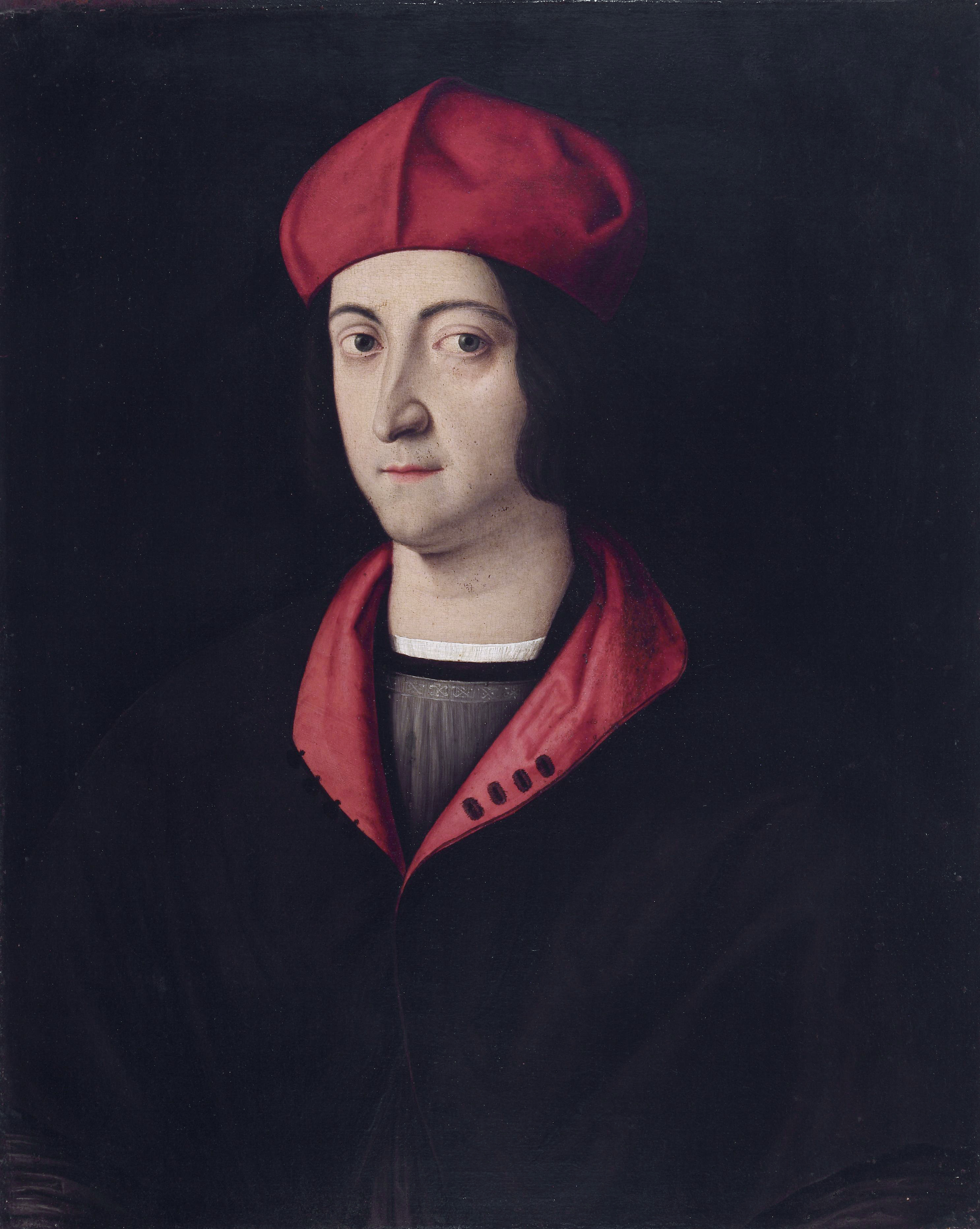
バルトロメオ・ヴェネト『枢機卿イポリット・デステの肖像』1520年頃 シュテーデル美術館所蔵